# Marfell
Marfell est une banlieue de la cité de New Plymouth, située dans l’ouest de l’Île du Nord de la Nouvelle-Zélande.

## Situation
Elle est localisée au sud-ouest du centre de la cité de New Plymouth.
Le cours d’eau nommé « Mangaotuku Stream » passe à travers la localité de Marfell.

## Population
Selon le recensement de 2013 en Nouvelle-Zélande, la banlieue de Marfell avait une population de 2 040 habitants, en diminution de 9 personnes depuis celui de 2006.
Il y avait 972 hommes et 1 068 femmes.

## Éducation
L’école de Marfell School est une école publique, mixte, contribuant au primaire (allant de l’année 1 à 6) avec un effectif de 94 élèves en mars 2020. L’école fut fondée en 1961.